# مجزرة مدرسة الولاء في الموصل
مجزرة مدرسة الولاء بالموصل هي مجزرة وقعت في محافظة الموصل يوم 4 مايو 2017 حيث قصفت قوات قوات التحالف مدرسة تحصن فيها مدنيين فوقع صاروخ على المدرسة مما تسبب بمقتل 81 شخص.

## تفاصيل
انطلقت في صباح 4 مايو 2017 عمليات مشتركة لتحرير منطقة حي 17 تموز وأشارت تقارير إلى عشرات العوائل النازحة كانت تتحصن بداخل مدرسة الولاء في الموصل بمنطقة 17 تموز والتي ما زالت تحت سيطرة تنظيم الدولة قبل أن تتعرض لقصف صاروخي وأن القصف تسبب بمقتل 34 رجلا و29 امرأة و18 طفلا.